# Мечеть Ходжа Нисбатдор
Мече́ть Ходжа́ Нисбатдо́р (узб. Xoʻja Nisbatdor masjidi / Хўжа Нисбатдор масжиди) — одна из мечетей Самарканда, строительство которой было завершено в 1901 году. Мечеть Ходжа Нисбатдор было построено на месте древней мечети. Строителями мечети являлись мастера (усто) братья Зайниддин и Шамсиддин Гафуровы, усто Саъдулла и усто Махмуд, а также другие. Строительство возглавлял Абдукадыр Бакиев.
Названа в честь исламского богослова Ходжи Нисбатдора, жившего до XV века. Находится в центре исторической части города Самарканд, в махалле Сузангарон, в нескольких сотен метрах к югу площади и ансамбля Регистан.
Мечеть построена из жжёного кирпича, обнесена айваном и имеет минарет и ханаку. В XIX веке реставрировалась, среди реставраторов был архитектор Абдукадыр Чалдивар.
В советское время здание мечети использовалось как почтовое отделение. После распада СССР и обретения независимости Узбекистаном мечеть была возвращена верующим и капитально отреставрирована.